# Amarillo Slim
Amarillo Slim, egentligen Thomas Austin Preston, Jr., född 31 december 1928 i Johnson, Arkansas, död 29 april 2012 i Amarillo, Texas, var en amerikansk pokerspelare. 
Amarillo Slim vann main event under World Series of Poker 1972. Därefter vann han ytterligare tre WSOP-turneringar, varav två i pot limit omaha. Han valdes in i Poker Hall of Fame 1992. Under 1980-talet var han värd för sin egen årliga pokerfestival med turneringar, Amarillo Slim's Superbowl of Poker.